# Cine manierista
"Manierismo" es un estilo artístico que apareció antes de la llegada del estilo Barroco en la pintura. Se caracteriza por un distanciamiento de las ideas de belleza del periodo clásico, basadas en patrones fijos de proporciones, equilibrio y armonía compositivos, con intenciones naturalistas etc. Como consecuencia de esta perfección y proporcionalidad en las obras, la libertad creativa y expresividad de sus artistas quedaba muy limitada.
En el cine el término manierismo se refiere al modo de producción cinematográfica que apareció en Hollywood a partir de los años 50 aproximadamente y que, como bien indica la definición anterior, reaccionaba y transgredía el clasicismo en su momento de crisis. La fase manierista del cine americano combina la crisis del clasicismo y las primeras muestras de modernidad.
Esta clara transgresión del manierismo a las ideas clásicas, se reflejó en muchos aspectos: debilitar la figura del héroe, dificultades y complicaciones narrativas con contenidos de problemas morales, decorados y efectos visuales surrealistas, uso de planos subjetivos etc.

## Inicios
Desde 1895, la industria de Hollywood fue evolucionando y se convirtió en lo que se conoce como cine clásico. Pero, en 1947, en Estados Unidos, debido al inicio de la Guerra Fría, las personas adineradas empezaron a ir en contra de las películas donde se reflejaba la idea de que los pobres se merecían más poder, ya que creían que esto era comunismo. Además, la nueva tecnología permitió la producción en serie de televisiones y su compra, lo que hizo que la gente dejase de ir al cine y la industria de Hollywood perdió importancia. Así que, para intentar volver al prestigio que tenía el cine del pasado, se empezó a incentivar otro tipo de películas con características diferentes. El espectador clásico se había perdido y ahora sólo quedaba la opción de llamar la atención del nuevo público. En 1950 apareció un estilo de producción cinematográfica que destacó por combinar las técnicas del cine clásico con las primeras muestras de modernidad. Este estilo se conoce como Manierismo.
Se observan, a lo largo de los años clásicos de Hollywood, rasgos opuestos al clasicismo, es decir, manieristas, en obras tan anteriores como la de La patrulla perdida, de John Ford, del 1934 o Furia, de Fritz Lang, del 1939. El manierismo cinematográfico norteamericano constituyó, pues, una línea cinematográfica casi silenciosa que se puede percibir ya a lo largo de los años cuarenta a través de una serie de cineastas procedentes de Europa: Orson Welles, Billy Wilder, Fritz Lang, Alfred Hitchcock, Douglas Sirk, etc; y procedentes de un entorno cultural alejado del sistema clásico - el configurado por las vanguardias históricas europeas - y que en sus inicios se vieron obligados a adoptar a los usos dominantes de la cinematografía que los acogió (Hollywood clásico).
La llegada de esta nueva corriente se vio clara con obras como La dama de Shanghái, de Orson Welles, Duelo al sol, de King Vidor o Johnny Guitar, de Nicholas Ray, todas ellas producidas entre finales de los años 40 y 50.
En los inicios de este movimiento, los autores y cineastas no consideraban que se tratara de una ruptura de las formas clásicas, sino un distanciamiento más bien sutil, que se fue agravando hasta romper completamente con el clasicismo.

## Características
- El rasgo más importante en el que se puede observar este largo distanciamiento entre el estilo clásico y el manierista es la figura del héroe. Este personaje, siempre presente de una manera u otra en los relatos clásicos, tenía una personalidad fuerte y decidida y su recorrido narrativo se acostumbraba a basar en la salvación de otros personajes y la dificultad que esta suponía, siempre consiguiendo una victoria. En el caso del cine manierista este personaje clásico tan idealizado se convierte en un personaje lleno de dudas y confusión, contradictorio y con una moral más bien débil, cambio que le hace ser casi una parodia del anterior.
- Las historias tratan sobre temas mucho más ambiguos y complicados, en los que se plantea una cuestión moral de difícil solución (técnica para atrapar e involucrar al espectador). En este tipo de cine tiene mucha importancia el mundo psicológico de cada personaje (incluyendo los espectadores). Estos ya no se definen por sus actos, sino por la confusión de sus motivaciones.
- Se hace un uso constante de los planos subjetivos y las voces en off de los protagonistas de la historia. Los espectadores desde el inicio conocen la historia únicamente de la mano de los personajes, cuestión que crea más suspense.
- En cuanto al tratamiento narrativo, se abandona el orden natural (forzado por los cineastas clásicos para no crear ninguna confusión), y se empiezan a mezclar hechos y escenas de los personajes del pasado, presente y futuro (p.ej. flashbacks),  para crear confusión al espectador y suspense respecto a lo que realmente está pasando. .
- Se potencia también el uso de decorados surrealistas y muy elaborados y los juegos de luces y sombras para cautivar al espectador. Estas nuevas producciones se denominan "Superproducciones", en las cuales las escenografías adquieren tal protagonismo que difumina el relato.

## Cineastas
1. John Ford.. Autor de películas como Centauros del desierto. Este cineasta tuvo un recorrido cinematográfico principalmente clásico, a pesar de que en algunas de estas películas se podían observar rasgos muy alejados de lo considerado como clásico, hasta que finalmente se distancia completamente y produce también cine crepuscular.
2. Orson Welles. Fue aprendiendo de John Ford y hacía copias de sus películas. El film de este cineasta del 1941; Ciudadano Kane, tiene gran controversia en cuanto a qué estilo cinematográfico pertenece, y a pesar de que según muchos criterios se considerada una de las películas más representativas del modelo clásico, tiene muchos aspectos a lo largo de la producción que se pueden interpretar como manieristas. Posteriormente, produjo La dama de Shanghai, que sí que es claramente manierista.
3. Nicholas Ray. Este cineasta fue un claro ejemplo de cineasta manierista con films como Johnny Guitar, In a Lonely place o Chicago años 30.[4]
4. Stanley Donen. Con el famoso musical Cantando bajo la lluvia, del 1952.
5. King Vidor. Con el melodrama de 1947 Duelo al sol.
6. Douglas Sirk. Con Solo el cielo lo sabe.
7. Jerry Lewis. Hizo la película llamada The Errand Boy, del 1961, que se introducía inmensamente en el mundo de la producción de Hollywood y transgredía totalmente el cine clásico hasta parodiarlo.
8. Vincente Minnelli. Que produjo películas musicales con un estilo completamente manierista. (ex; Un Americano en París, 1961).
9. Fritz Lang. Cineasta Alemán que basó la primera parte de su vida cinematográfica en el expresionismo alemán y que posteriormente, en Hollywood, utilizó el estilo manierista en la producción de películas como Furia, del 1936 y Más allá de la duda, del 1956.
10. Ida Lupino. Creó producciones de temáticas psicológicas enfocadas con estilo manierista como El Bígamo y Never fear.